# 佩列德維里亞
49°57′34″N 23°11′59″E / 49.95944°N 23.19972°E
佩列德維里亞（烏克蘭語：Передвір'я），是烏克蘭的村落，位於該國西部利沃夫州，由亞沃里夫區負責管轄，始建於1440年，面積0.64平方公里，海拔高度210米，2001年人口232，人口密度每平方公里362.5人。